# Tuulikki Eloranta
Tuulikki Eloranta, född 12 augusti 1946 i Sammatti, är en finsk sångerska.

## Karriär
Tuulikki Elorantas första framträdanden var med Veikko Ekströms orkester. Hon tog lektioner av sånglärare Pentti Lasanen. Därefter var det dags för Harri Halmes orkester och Harri Halme kom att bli Elorantas manager i flera år.
Elorantas första singel "grönare gräs ser/På det sättet vi ville," spelades in 1968. Efter detta, bytte hon skivbolag till Love Records under 1970-talet. Välkända inspelningar inkluderade "Jambalaya", "Hymn to Love", "Adjö Kärlek," liksom Rauno Lehtinen. Kompositioner "Över bergen över haven," och "När jag ger allt", komponerades för Lars Thelestam och filmen Tuntematon ystävä.
Under 1982 fick Elorantas karriär ett allvarligt bakslag: Sommarturnén var avsedd att kombinera musik och cirkusuppvisning. Strax innan premiären, blev hon angripen av en cirkuselefant som slog och allvarligt skadade henne. Hennes rehabilitering tog tre år.
Elefanten Bimbo såldes två år senare, 1984 till Skansen i Stockholm, och blev omdöpt till Shiva, den sista inköpta av elefanterna på Skansen.
I början av 1990 flyttade Eloranta tillbaka till sitt barndomshem Sammatti, där hon har arbetat som museiguide.

## Diskografi

### Album
- Rakkauden katse (1973)
- Rock & Roll Party (1973)
- Hymni Rakkaudelle (1974)
- Niin lähellä (1978)
- Kun rakastuu (1981)
- Tanssitaanko (1990)
- Salaiset suudelmat (1994)

### Samlingsalbum
- Pop poppoo (1968)
- Kahdeksikko 2 (1969)
- Onnenetsijä (1969)
- Olen nähnyt Helga-neidin kylvyssä (1972)
- Kauneimmat iskelmät (1973)
- Rock & roll juhlaa 5 (1974)
- Suojele luontoa, ihmisiäkin (1974)
- Muistokonsertti mestarille (1975)
- Suomalaisten suosikit 4 (1976)
- Sininen metsä (1978)
- Parhaat kotimaiset listahitit (1993)
- Kesäyön häätanssit (2001)
- Unelmien maantiede : uuden suomalaisen elokuvamusiikin helmiä (2005)
- Loveradio. 3 (2007)